# Omri Sharon
Omri Sharon, hebreiska: עמרי שרון, född 19 augusti 1964, är en israelisk politiker och tidigare ledamot i Knesset, son till premiärminister Ariel Sharon.
Under 2005 hotades Omri av åtal för en allvarlig korruptionshärva som bland annat handlade om mottagande av finansiellt kampanjstöd i utbyte mot politiska favörer. I november 2005 ingick han en uppgörelse med åklagarna och erkände sig skyldig. Han avgick då även som ledamot i Knesset. Han var tidigare medlem i Likud men hade gått över till sin fars nybildade parti Kadima.
Den 14 februari 2006 dömdes han av en israelisk domstol till 9 månaders fängelse för korruption och illegala kampanjbidrag i samband med kampanjen 1999 för att få fadern Ariel vald till Likuds partiledare.